# Aeologramma bellissima
Aeologramma bellissima är en fjärilsart som beskrevs av Max Wilhelm Karl Draudt 1950. Aeologramma bellissima ingår i släktet Aeologramma och familjen nattflyn. Inga underarter finns listade i Catalogue of Life.